# АКСМ-1М
АКСМ-1М (також БКМ-1М) — трамвай білоруського підприємства «Белкомунмаш».

## Історія
У 1996 році підприємство «Белкомунмаш» вирішило створити власний трамвай, а вже у 2000 році перший вагон під назвою АКСМ-1М почав перевозити пасажирів. Трамвай обладнаний тірісторно-імпульсною системою керування (ТІСК), що дозволяє економити до 30 % електроенергії порівняно з реостатно-контакторною системою керування (РКСК). На трамваї використовувалися візки виробництва Усть-Катавського вагонобудівного заводу імені С. М. Кірова.
У 2001 році виробництво трамваїв АКСМ-1М було припинено у зв'язку з переходом на нову модель БКМ-60102.

## Експлуатація
| Країна   | Підприємство  | Місто  | Рік побудови | Кількість | Бортові номери | Рік списання |
| -------- | ------------- | ------ | ------------ | --------- | -------------- | ------------ |
| Білорусь | «Белкомунмаш» | Мінськ | 2000—2001    | 4         | 026—029        | 2012—2014    |

У 2012 році списані перші два трамвая (№ 026, 027), у 2013 році (№ 028). Останній вагон (№ 029) списаний у грудні 2014 року.